# Przekład literacki
Przekład literacki – w literaturoznawstwie termin o dwóch znaczeniach. W pierwszym znaczeniu jest to dzieło literackie, które ma swój pierwowzór w języku obcym (oryginał); w drugim proces twórczy, w którym tekst literacki, ukształtowany w jednym języku, zostaje zrekonstruowany w systemie innego języka naturalnego (inaczej: tłumaczenie, translacja).

Definicja przekładu literackiego, a zatem i zawodu tłumacza literackiego zależy od przyjmowanej definicji literatury: węższej (obejmującej wyłącznie gatunki należące do literatury pięknej), szerszej (obejmującej również gatunki pograniczne, jak esej, pamiętnik czy reportaż), lub jeszcze szerszej – literatura rozumiana jako całość piśmiennictwa, wszelkiego rodzaju utwory objęte ochroną prawa autorskiego.
Historia przekładu literackiego na świecie sięga III wieku p.n.e., a w Polsce wieku XVI.
Tekst przekładu literackiego to efekt czterech podstawowych reguł transformacji: 1) redukcji (ograniczenia, pomniejszenia), 2) amplifikacji (wzbogacenia), 3) inwersji (zamiany, przestawienia) oraz 4) substytucji (zastępstwa, podstawienia). Przekład literacki we współczesnym rozumieniu nie może ingerować w świat przedstawiony utworu ani dokonywać zmian w jego ideologii, powinien natomiast stanowić twórczą rekonstrukcję stylu i treści oryginału. 
Przekład literacki jest przedmiotem badań translatologii, a także innych dziedzin, jak komparatystyka, semiotyka, filozofia języka.